# Азімабад (Мазендеран)
Азімабад (перс. عظيم اباد) — село в Ірані, у дегестані Дабуй-є Джонубі, у бахші Дабудашт, шагрестані Амоль остану Мазендеран. За даними перепису 2006 року, його населення становило 123 особи, що проживали у складі 33 сімей.

## Клімат
Середня річна температура становить 12,93 °C, середня максимальна – 31,18 °C, а середня мінімальна – -5,98 °C. Середня річна кількість опадів – 107 мм.
| Клімат поселення                              | Клімат поселення | Клімат поселення | Клімат поселення | Клімат поселення | Клімат поселення | Клімат поселення | Клімат поселення | Клімат поселення | Клімат поселення | Клімат поселення | Клімат поселення | Клімат поселення | Клімат поселення |
| Показник                                      | Січ.             | Лют.             | Бер.             | Квіт.            | Трав.            | Черв.            | Лип.             | Серп.            | Вер.             | Жовт.            | Лист.            | Груд.            |                  |
| Середній максимум, °C                         | 8,03             | 10,13            | 14,17            | 19,06            | 24,40            | 29,35            | 31,18            | 29,71            | 25,92            | 20,34            | 14,46            | 10,15            |                  |
| Середня температура, °C                       | 1,02             | 3,12             | 7,17             | 12,05            | 17,40            | 22,34            | 24,59            | 23,10            | 19,30            | 13,72            | 7,84             | 3,54             |                  |
| Середній мінімум, °C                          | −5,98            | −3,88            | 0,16             | 5,04             | 10,40            | 15,35            | 17,97            | 16,48            | 12,69            | 7,11             | 1,24             | −3,08            |                  |
| Норма опадів, мм                              | 18               | 16               | 26               | 16               | 9                | 1                | 1                | 1                | 0                | 2                | 3                | 14               |                  |
| Середньомісячна швидкість вітру, м/с          | 1.61             | 2.27             | 2.74             | 2.76             | 2.57             | 2.53             | 2.66             | 2.40             | 2.00             | 1.61             | 1.78             | 1.66             |                  |
| Середньомісячна сонячна радіація, кДж/м²·день | 11333            | 14545            | 17119            | 20182            | 23394            | 26059            | 25881            | 24073            | 21917            | 17865            | 13101            | 11232            |                  |
| --------------------------------------------- | ---------------- | ---------------- | ---------------- | ---------------- | ---------------- | ---------------- | ---------------- | ---------------- | ---------------- | ---------------- | ---------------- | ---------------- | ---------------- |
| Джерело:                                      |                  |                  |                  |                  |                  |                  |                  |                  |                  |                  |                  |                  |                  |